# Saint-Jean-d’Étreux
Saint-Jean-d’Étreux korábbi község (település) Franciaországban, Jura megyében. 2019. január 1-jén beolvadt Les Trois-Châteaux új községbe.
Lakosainak száma 147 fő (2018. január 1.). Saint-Jean-d’Étreux Coligny, Les Trois Châteaux és Val-d’Épy községekkel határos.

## Népesség
A település népessége az elmúlt években az alábbi módon változott:
| Lakosok száma | 146  | 159  | 133  | 126  | 138  | 148  | 159  | 157  | 158  | 147  |
|               | 1968 | 1975 | 1982 | 1999 | 2006 | 2011 | 2013 | 2016 | 2017 | 2018 |